# Ceteris paribus
Ceteris paribus, também grafado como caeteris paribus ('ce.te.ris 'pa.ri.bus na pronúncia eclesiástica ou ka.'e.te.ris 'pa.ri.bus, na pronúncia restaurada), é uma expressão do latim que pode ser traduzida por "todo o mais é constante" ou "mantidas inalteradas todas as outras coisas".
Uma predição ou uma afirmação sobre uma relação causal, empírica ou lógica indutiva entre dois estados de coisas é ceteris paribus se for reconhecido que a previsão, embora geralmente precisa em condições esperadas, pode falhar ou a relação pode ser abolida por fatores intervenientes.
A condição ceteris paribus é usada na economia para fazer uma análise de mercado da influência de um factor sobre outro, sem que as demais variáveis sofram alterações.
Por exemplo: Um aumento de preço de um determinado produto causa uma redução na procura, "ceteris paribus". Se houvesse variação na renda do consumidor, ou seja, sem a condição "ceteris paribus", não se poderia afirmar o mesmo a respeito da procura sem informações adicionais.

## Condiçãoceteris paribus
A condição ceteris paribus é muito usada na economia (mas não só), em razão da complexidade da análise onde existe um número indeterminado de variáveis de influência remota que podem, eventualmente, desconectar a observação do resultado. Pelo que existe a necessidade de reduzir o número de variáveis dentro de todo o conjunto daquelas que são suscetíveis de exercer influência permanente ou esporádica sobre o fenómeno, para que este possa ser explicado.
Uma predição ou constatação acerca da influência ou conexão esporádica ou permanente entre dois fenómenos, é considerada coeteris paribus quando outras variáveis exógenas (externas) que poderiam cancelar o relacionamento entre o antecedente e o consequente são tidas como tendo influência remota para explicação do comportamento do fenómeno em análise e cuja variação é desconsiderada, sendo assim compreendidas como constantes.